# Провоторовский
Провоторовский — хутор в Урюпинском районе Волгоградской области России, ранее станица Провоторовская, в составе Дубовского сельского поселения. Расположен на левом берегу реки Хопёр, близ устья реки Акчерня.
Население — 302 (2010)

## История
Дата основания не установлена. Казачий городок Проваторов упоминается в войсковой отписке атамана Наумова, доставленной в Москву. С 1704 года официально станица Провоторавская.
Первоначально станица располагалась ближе к озеру Каменному. С запада городок прикрывал Хопёр, с севера и востока череда озёр и ериков. В 1708 году проваторовцы не поддержали бунт Булавина и войско повстанцев, простояв три дня перед укреплениями, не решилось на штурм, ушло от станицы. В 1717 году крымские татары разорили и сожгли станицу. Уцелевшие казаки восстановили постройки.
Станица относилась к Хопёрскому округу Области Войска Донского (до 1870 года — Земля Войска Донского). В 1859 году в станице Провоторовской имелось 326 дворов, православная церковь, приходское училище, ярмарка, проживало 475 душ мужского и 448 душ женского пола. В 1897 году в станичный юрт входило 9 хуторов (без учета временных поселений), общая численность населения юрта составляла около 7500 человек. Согласно алфавитному списку населённых мест Области Войска Донского 1915 года в станице Провоторвской имелось станичное и хуторское правление, церковь, земский приёмный покой, три училища, водяная мельница, земельный надел станицы составлял 34164 десятины (с хуторами), насчитывалось 210 дворов, в которых проживало 801 мужчин и 777 женщин.
В 1921 году станица была включена в состав Царицынской губернии. Позднее преобразована в хутор Проворторовский. С 1928 года — в составе Нехаевского района Хопёрского округа (упразднён в 1930 году) Нижне-Волжского края (с 1934 года — Сталинградского края). В 1935 году Провоторовский сельсовет передан в состав Урюпинского района Сталинградского края (с 1936 года Сталинградской области), с 1961 года — Волгоградской области).
Провоторовский сельсовет упразднён в 1960 году. Территория включена в состав Дубовского сельсовета.

## География
Станица находится в лесостепи, в пределах Хопёрско-Бузулукской равнины, являющейся южным окончанием Окско-Донской низменности, на левом берегу реки Хопёр, от которой отделен узкой полоской пойменного леса. Центр хутора расположен на высоте около 80 метров над уровнем моря. Почвы — чернозёмы обыкновенные, в пойме Хопра — пойменные нейтральные и слабокислые.
Близ хутора проходит автодорога, связывающая хутора Дубовский и Захопёрский (Нехаевский район), расположен мост через Хопёр. По автомобильным дорогам расстояние до районного центра города Урюпинска составляет 36 км, до областного центра города Волгоград — 370 км.
Часовой пояс
Провоторовский, как и вся Волгоградская область, находится в часовой зоне МСК (московское время). Смещение применяемого времени относительно UTC составляет +3:00.

## Население
Динамика численности населения по годам:
| 1859 | 1873 | 1897 | 1915 | 1989 | 2002 |
| ---- | ---- | ---- | ---- | ---- | ---- |
| 923  | 1581 | 1655 | 1578 | ≈490 | 367  |

| 2010 |
| ---- |
| 302  |